# Цапаловка
Цапаловка (баш. Цапаловка) — деревня в Гафурийском районе Республики Башкортостан Российской Федерации. Входит в состав Бельского сельсовета. 

## География

### Географическое положение
Деревня находится на берегу реки Белая.
Расстояние до:
- районного центра (Красноусольский): 15 км,
- центра сельсовета (Инзелга): 4 км,
- ближайшей ж/д станции (Белое Озеро): 14 км.

## Население
| 2002 | 2009 | 2010 |
| ---- | ---- | ---- |
| 28   | ↗46  | ↘29  |

### Национальный состав
Согласно переписи 2002 года, преобладающая национальность — русские (78 %).